# Cossutià Capitó
Cossutià Capitó (en llatí Cossutianus Capito) va ser un advocat romà del temps de Claudi i Neró.
Utilitzava l'exercici de la seva professió per mirar d'enriquir-se, i per això, ell i altres juristes es van oposar a una llei que els prohibia acceptar honoraris dels seus clients. Després va ser nomenat governador de Cilícia on va seguir actuant amb la mateixa avarícia i imprudència, i quan va deixar el càrrec va ser acusat de repetundis (cobrament il·legal de diners, per extorsió o altres mitjans). Va ser condemnat i va perdre el seu rang senatorial que després va recuperar per la mediació del seu sogre Tigel·lí. L'any 62 aC va acusar al pretor Antisti Sosià d'alta traïció.
L'any 66 aC va morir Anneu Mela, germà de Sèneca i pare del poeta Lucà i va deixar una gran quantitat a Tigel·lí i a Cossutià Capitó. Capitó llavors va dirigir una acusació contra Trasea Pet, que anteriorment havia donat suport a l'acusació contra ell pels fets de Cilícia, i això li va ser agraït per Neró amb una immensa quantitat de diners.